# 아이언 피스트 (드라마)
《아이언 피스트》(Iron Fist)는 2017년 3월 17일에 공개된 미국의 웹드라마이다. 스콧 벅이 기획한 것으로, 넷플릭스에서 방영되었다. 마블 코믹스의 동명 캐릭터를 원작으로 한다.

## 출연진

### 주연
- 핀 존스 - 대니 랜드 / 아이언 피스트
- 제시카 헤닉 - 콜린 윙
- 톰 펠프리 - 워드 미첨
- 제시카 스트로프 - 조이 미첨
- 라몬 로드리게스 - 바쿠토
- 사샤 다완 - 다보스
- 로사리오 도슨 - 클레어 템플
- 데이비드 웨넘 - 해럴드 미첨
- 시몬 미식 - 미스티 나이트
- 앨리스 이브 - 메리 워커

### 조연
- 데이비드 퍼 - 웬들 랜드
- 배럿 도스 - 메건
- 알렉스 와이즈 - 카일
- 마르키스 로드리게스 - 대릴
- 와이 칭 호 - 마담 가오
- 라몬 페르난데스 - 케빈 싱글턴
- 클리프턴 데이비스 - 로런스 윌킨스
- 존 샌더스 - 도널드 후퍼
- 엘리스 산토라 - 마리아 로드리게스
- 내털리 스미스 - 베서니
- 줄리안 야오 조이엘로 - BB
- 제이슨 라이 - 라이노
- 조인 마리 바툰 - 토크스
- 시드니 메이 디아스 - 헥스
- 크리스틴 토이 존슨 - 셰리 양
- 제임스 C. 첸 - 샘 청
- 페르난도 첸 - 첸 우

### 단역
- 캐리앤 모스 - 제리 호가스
- 티화나 릭스 - 템비 월리스
- 수잰 H. 스마트 - 셜리 벤슨
- 앤드루 팡 - 도니 챙
- 롭 모건 - 터크 배럿

## 에피소드 목록

### 시즌 1
시즌 1의 모든 에피소드는 2017년 3월 17일에 공개되었다.
| 회차 | 제목                                                    | 감독            | 각본                                | 분량 |
| ---- | ------------------------------------------------------- | --------------- | ----------------------------------- | ---- |
| 1    | "흰 눈이 길을 내다" "Snow Gives Way"                    | 존 달           | 스콧 벅                             | 57분 |
| 2    | "그림자 매의 날갯짓" "Shadow Hawk Takes Flight"         | 존 달           | 스콧 벅                             | 61분 |
| 3    | "천둥과 번개의 주먹" "Rolling Thunder Cannon Punch"     | 톰 섕클런드     | 퀸턴 피플스                         | 59분 |
| 4    | "팔괘를 그리는 용" "Eight Diagram Dragon Palm"          | 미겔 서포크닉   | 스콧 레이놀즈                       | 54분 |
| 5    | "연꽃을 꺾다" "Under Leaf Pluck Lotus"                  | 우타 브리제비츠 | 크리스틴 체임버스                   | 56분 |
| 6    | "깨어난 선인" "Immortal Emerges from Cave"              | RZA             | 드웨인 워럴                         | 53분 |
| 7    | "나무를 뿌리째 뽑다" "Felling Tree with Roots"          | 패런 블랙번     | 이언 스토크스                       | 58분 |
| 8    | "장생을 기원하니" "The Blessing of Many Fractures"      | 케빈 탠처론     | 타마라 베커윌킨슨                   | 55분 |
| 9    | "고통의 여신" "The Mistress of All Agonies"             | 제트 윌킨슨     | 팻 찰스                             | 54분 |
| 10   | "검은 호랑이, 심장을 훔치다" "Black Tiger Steals Heart" | 피터 호어       | 퀸턴 피플스                         | 56분 |
| 11   | "말은 다시 마굿간으로" "Lead Horse Back to Stable"      | 데버라 차우     | 이언 스토크스                       | 52분 |
| 12   | "강을 끊어 적을 막다" "Bar the Big Boss"                | 앤디 고더드     | 스콧 레이놀즈                       | 50분 |
| 13   | "불을 희롱하는 용" "Dragon Plays with Fire"             | 스티븐 서직     | 스콧 벅, 타마라 베커윌킨슨, 팻 찰스 | 53분 |

### 시즌 2
시즌 2의 모든 에피소드는 2018년 9월 7일에 공개되었다.
| 회차 | 제목                                                 | 감독              | 각본                  | 분량 |
| ---- | ---------------------------------------------------- | ----------------- | --------------------- | ---- |
| 1    | "아이언 피스트의 분노" "The Fury of Iron Fist"       | 데이비드 도브킨   | M. 레이븐 메츠너      | 57분 |
| 2    | "전쟁을 막아라" "The City's Not for Burning"         | 레이철 탤럴레이   | 존 월리               | 52분 |
| 3    | "치명적 비밀" "This Deadly Secret"                   | 토아 프레이저     | 타티아나 수아레스피코 | 51분 |
| 4    | "표적은 아이언 피스트" "Target: Iron Fist"           | MJ 배셋           | 제니 린               | 52분 |
| 5    | "용의 심장" "Heart of the Dragon"                    | 메어지 알마스     | 데클런 더배라         | 54분 |
| 6    | "용이 쓰러지다" "The Dragon Dies at Dawn"            | 필립 존           | 매슈 화이트           | 50분 |
| 7    | "상처받은 용" "Morning of the Mindstorm"             | 스티븐 서직       | 리베카 대머런         | 53분 |
| 8    | "복수의 극단에서" "Citadel on the Edge of Vengeance" | 줄리언 홈스       | 멀리사 글렌           | 49분 |
| 9    | "끝나지 않는 전쟁" "War Without End"                 | 샌퍼드 북스테이버 | 대니얼 섀턱           | 50분 |
| 10   | "강철의 결투" "A Duel of Iron"                       | 조너스 페이트     | M. 레이븐 메츠너      | 51분 |